# Oleksandrivka, Skadovsk
Oleksandrivka (în ucraineană Олександрівка) este localitatea de reședință a comunei Ptahivka din raionul Skadovsk, regiunea Herson, Ucraina.

## Demografie
Componența lingvistică a localității Oleksandrivka
     Ucraineană (89,16%)
     Rusă (9,38%)
     Alte limbi (0,1%)
Conform recensământului din 2001, majoritatea populației localității Oleksandrivka era vorbitoare de ucraineană (89,16%), existând în minoritate și vorbitori de rusă (9,38%).